# Filippo Luigi Linati
Filippo Luigi Linati (né à Parme le 5 avril 1757, mort à Parme le 19 août 1837) est un militaire et un homme politique du duché de Parme et Plaisance.

## Biographie
Filippo Luigi Linati est le fils du comte Ottavio et de la marquise Teodora Ghisiglieri. Il fait ses études au collège des nobles de Parme se faisant remarquer pour ses qualités. Il entre dans l'armée ducale où il devient lieutenant colonel d'infanterie. En 1778, il se marie avec la comtesse Emanuela Cogorani. Ferdinand Ier de Parme le fait commandeur de l'ordre constantinien de Saint-Georges.
Homme pluridisciplinaire, il parle de nombreuses langues, grec, latin, français, espagnol, anglais et allemand. En 1796, il trouve le moyen de mettre fin à une épizootie qui touche le bétail dans le duché de Parme. Il s’intéresse aussi aux minéraux et aux fossiles et dispose d'une bibliothèque richement pourvue.
En 1805, il présente les clefs de Parme lors du couronnement de Napoléon. En 1808, il est nommé député au Corps législatif pour le département nouvellement créé du Taro.
Le 12 février 1831, à l'issue d'un mouvement insurrectionnel qui chasse la duchesse de Parme, Marie-Louise d'Autriche, il assume la charge de chef du gouvernement provisoire. À son retour quelques mois plus tard, Linati est incarcéré à Plaisance. Jugé, il est disculpé avoir mis en évidence que son action était destinée à maintenir l'ordre et la légalité.

## Source
- (it) Roberto Lasagni, Dizionario biografico dei Parmigiani, 1999 (lire en ligne). Dictionnaire biographique des Parmesans